# Glädjens blomster
Glädjens blomster är en svensk folkvisa från Uppland. Sången populariserades genom Hugo Alfvéns arrangemang för manskör och blandad kör från 1938. Den ingick bland de stamsånger som var obligatoriska i skolundervisningen 1943–1949.